# TORUM 780
TORUM 780 — российский зерноуборочный роторный комбайн серии «TORUM». Серийное производство началось в 2015 году на заводе «Ростсельмаш». Комбайн предназначается для уборки зерновых колосовых культур. Комбайн оснащён запатентованной роторной молотилкой. 

## Технические характеристики
- Габариты (мм)
  - Длина	8931
  - Ширина	3677
  - Высота	3950
  - Масса без жатки	16350
  - Колесная база	3817
  - Колея ведущих колес	3120
- Двигатель
  - Марка	MTU/OM460LA
  - Мощность	506 л. с. (372 кВт)
  - Емкость топливного бака	850 л
- Жатка и Система обмолота
  - PowerStream	6/7/9м
- Тип молотильного аппарата	
  - роторный с вращающейся декой
  - Диаметр барабана	762
  - Длина	3200
  - Угол охвата подбарабанья	360 градусов
  - Общая площадь	5,4 м.кв
  - Частота вращения	250—1000
- Бункер
  - Объем бункера	12 кубометров
  - Скорость выгрузки	105 л/сек
  - Высота выгрузки	5,4м